# Miki Del Prete
Michele „Miki“ Del Prete (* 23. Juli 1935 in Bari) ist ein italienischer Liedtexter und Musikproduzent.

## Werdegang
Da sein Vater Fußballer war, zog Del Prete früh nach Mailand. Dort begann er in den 1950er-Jahren, als Rock-’n’-Roll-Tänzer aufzutreten. Seit 1959 arbeitete er mit Adriano Celentano, für den er 1961 auch sein erstes Lied Impazzivo per te schrieb. Im weiteren Verlauf der 1960er-Jahre arbeitete Del Prete meist mit Celentano und Luciano Beretta zusammen und war für einige der größten Hits Celentanos mitverantwortlich, so Ciao ragazzi (1965), Il ragazzo della via Gluck (1966), La coppia più bella del mondo (1967), Una carezza in un pugno (1968) oder Chi non lavora non fa l’amore (1970). Für andere Interpreten schrieb er nur wenig, das bekannteste Lied davon war Nessuno mi può giudicare für Caterina Caselli (1966). Mit den 1970er-Jahren reduzierte er seine Aktivitäten als Textdichter, ab den 1980er Jahren betätigte er sich als Produzent (wieder für Celentano). Seine Zusammenarbeit mit Celentano erstreckte sich auch auf Fernsehsendungen und die Verwaltung der Plattenfirma Clan Celentano.

## Belege
1. ↑  Enrico Deregibus (Hrsg.): Dizionario completo della Canzone Italiana. Giunti Editore, Mailand 2006, ISBN 978-88-09-75625-0, Miki Del Prete, S. 157 f.

| Personendaten    | Personendaten                               |
| ---------------- | ------------------------------------------- |
| NAME             | Del Prete, Miki                             |
| ALTERNATIVNAMEN  | Del Prete, Michele                          |
| KURZBESCHREIBUNG | italienischer Liedtexter und Musikproduzent |
| GEBURTSDATUM     | 23. Juli 1935                               |
| GEBURTSORT       | Bari                                        |